# Ostane
Ostane (in greco antico: Ὀστάνης?, Ostánēs) era un nome d'arte utilizzato da numerosi pseudo-anonimi autori dal periodo ellenistico in poi. Insieme agli pseudo-Zoroastro e pseudo-Istaspe, Ostane rientra tra i cosiddetti "Magi ellenistici": coloro che scrissero opere utilizzando gli pseudonimi dei Magi (dello zoroastrismo). Se lo pseudo-Zoroastro è stato considerato l'"inventore" dell'astronomia e se lo pseudo-Istaspe un profeta apocalittico, Ostane viene considerato un maestro stregone.

## Un reale Ostane?
A differenza di Zoroastro e Istaspe, che sono ampiamente attestati dalle opere iraniche, per Ostane «non è presente una precisa figura in questa tradizione». Nell'Enciclopedia Iranica, Morton Smith scrive che «è incerto quale [citazione su] Ostane abbia dato origine ai magi ellenistici». Sempre Smith cerca di ricostruire la prima forma del nome di Ostane in *(H)uštāna. Nella ricerca di un vero Ostane, Smith cita Diodoro (XVII, 5, 5) e Plutarco (Vita di Artaserse, I, 1, 5), i quali citano il figlio, Ὀστάνης, di Dario II. Arriano (Anabasi di Alessandro, IV, 22) menziona un certo Αὐστάνης di Paretacene, che fu catturato da Cratero, generale di Alessandro, e portato in India.

## Pseudo-Ostane
Una prima menzione scritta dello (pseudo-)Ostane si ha nelle opere del IV secolo a.C. di Ermodoro di Siracusa (apud Diogene Laerzio, Proemio, 2) che lo descrive come uno dei magi discendenti da Zoroastro. Tra i Greci, i discendenti di Zoroastro (definiti magi), cominciò a diffondersi la convinzione che Zoroastro stesso fosse uno di loro. Non è un caso quindi che Plinio lo definisca come il primo scrittore di magia (Naturalis historia, XXX, 2, 3), anche se «la "divisione" dei magi nei discendenti sembra aver risparmiato Zoroastro la maggior parte della responsabilità di aver introdotto le arti oscure nel mondo greco e romano. Questo "onore" è andato a un altro mago favoloso, Ostane, dalla maggior parte della letteratura magica pseudoepigrafica». Se per lo scettico Plinio, Zoroastro era l'inventore della magia, lo pseudo-Ostane ne era il primo scrittore (Naturalis historia, XXX, 2, 8).
Sempre secondo lo scrittore romano, Ostane era il mago che accompagnò Serse nella sua invasione della Grecia (V secolo a.C.). Da questo primo (presunto) Ostane, se ne sarebbero "creati" altri anche durante la campagna di Alessandro (IV secolo a.C.) poiché vi era «la necessità di integrare la storia con altri sosia». Nel I secolo a.C. Ostane viene citato come un alchimista e negromante con proprietà mistiche. Questa sua figura continuò nel tempo nei testi arabi e persiani, come nel trattato Kitab al-Fusul al-ithnay ‘ashar fi 'ilm al-hajar al-mukarram (Il libro dei dodici capitoli dell'onorabile Pietra).